# Darwin (sistema operativo)
In informatica, Darwin è un sistema operativo libero con kernel XNU. Insieme ad altri componenti, come i Core frameworks, gli Application frameworks (Cocoa, Carbon e Java) e l'interfaccia grafica proprietaria Aqua, forma il sistema operativo macOS. Darwin è anche implementato nei sistemi operativi per dispositivi mobili Apple, iOS e iPadOS. Tuttavia, la versione dei dispositivi mobili presenta delle differenze rispetto alla versione usata per macOS; inoltre, la versione mobile è closed source.

## Storia
NeXT Computer, una società fondata nel 1985 da Steve Jobs con l'obiettivo di creare una nuova rivoluzione del campo dell'informatica, passò al vaglio le nuove tecnologie sviluppate dalle università e dalle aziende di informatica al fine di realizzare il miglior personal computer che fosse mai esistito. Furono individuati diversi progetti fra i quali:
- Il sistema BSD (Berkeley Software Distribution), la variante originaria di Unix sviluppata presso l'Università della California - Berkeley.
- Il kernel Mach, un kernel sviluppato dall'Università Carnegie Mellon.

Da queste basi è stato sviluppato il sistema NeXTSTEP che, una volta evolutosi in OpenSTEP, è stato usato da Apple come base per macOS dopo l'acquisizione di NeXT da parte della stessa Apple. La prima versione venne presentata nel 2000. Il nome che trae spunto dallo studioso evoluzionista omonimo, fu scelto per rappresentare la caratteristica di questo sistema come evoluzione del BSD/Unix. Darwin è il cuore del sistema operativo macOS, nonché la sua base BSD che lo rende Unix con implementato il kernel XNU. XNU è un kernel ibrido, basato su un'unione del codice del microkernel Mach e del kernel monolitico FreeBSD.
Il nome XNU è un acronimo ricorsivo che sta per XNU's Not Unix, ovvero "XNU Non è Unix".
Darwin è un sistema operativo a tutti gli effetti libero poiché distribuito al pubblico con l'Apple Public Source License per renderlo open source. Apple tuttora sviluppa Darwin rendendo disponibili delle release delle installazioni di Darwin alla pagina dedicata alle release, prima in collaborazione con degli sviluppatori che aderivano al progetto OpenDarwin da tempo abbandonato, ora in modo solitario pur rendendone disponibili i sorgenti sulla sua pagina dedicata ai sorgenti. Fu sviluppato inizialmente solo da Apple, con piena compatibilità POSIX UNIX, sotto il nome di Rhapsody (mai distribuito al di fuori degli ambienti Apple) e, in seguito, da questo fu creato un vero fork nel 2000 dopo la sua presentazione, da cui nacquero le quattro distribuzioni finora note, delle quali due non ufficialmente correlate ad Apple e per questo si parla di Darwin OS come una famiglia di sistemi operativi derivati da FreeBSD.

## Descrizione

### Modello del Kernel

Unix-like albero delle famiglie nate da UNIX

Come molti kernel moderni Darwin segue un approccio ibrido, contenendo caratteristiche sia di un microkernel che di un kernel monolitico. Difatti segue un approccio da microkernel per quanto riguarda la gestione dei servizi ma integra nello stesso microkernel ampie porzioni del sistema operativo per ridurre i tempi morti dovuti al passaggio di contesto. Questo approccio misto consente di rendere il sistema operativo più reattivo e veloce ma nel contempo lo rende più sensibile ad errori di programmazione del kernel.
La maggior parte del codice viene eseguito al di fuori del kernel in modo da rendere lo sviluppo rapido e veloce. I singoli componenti sono scritti e testati in modo indipendente, difatti risulta più semplice testare una piccola porzione di codice piuttosto che analizzare il funzionamento di un modulo immerso in centinaia di migliaia di righe di codice appartenenti ad altri moduli. Inoltre questo approccio rende il sistema operativo meno sensibile a fallimenti dei singoli driver.
Il kernel viene chiamato XNU, e può essere considerato una derivazione del kernel Mach 3.0 con rilevanti aggiunte del FreeBSD 5.x.

### Mach
Il nucleo del kernel XNU, Mach fornisce la gestione dei processi, il passaggio dei messaggi (utilizzati nella comunicazione interprocesso), la memoria virtuale e la protezione della memoria, la gestione dei processi sistema real-time, il supporto al debugging del kernel e I/O da console. Mach inoltre gestisce la presenza di più binari in modo da poter gestire nativamente la presenza di più architetture hardware come i processori PowerPC o i processori X86.

### BSD
Le porzioni di codice BSD integrate forniscono le API POSIX (BSD system calls) il modello di gestione dei processi, i livelli base di sicurezza e le relative policy, l'user id, la gestione dei permessi, la gestione della rete, il Virtual file system (incluso lo strato di journaling), la crittografia, le UNIX System V IPC e molte primitive.

### I/O Kit
È un framework per la scrittura di driver progettato con un sottoinsieme di C++. È stato progettato seguendo i dettami della programmazione orientata agli oggetti in modo da consentire la scrittura di driver velocemente e con poco codice. Questo modello è unico nel suo genere, non è infatti presente in altri OS UNIX-like che consentono la scrittura di driver solamente in C puro, senza l'ausilio della OOP. La possibilità di importare ed usare come superclasse un driver già scritto facilita, innanzitutto, la creazione del driver stesso, la rende meno incline ad errori e riduce lo spazio che il driver occupa nell'area del kernel. Il framework gestisce il SMP, il multithread, gestisce la sicurezza, permette il caricamento dinamico dei driver e gestisce le periferiche hot-plug e autoconfiguranti. La maggioranza dei driver sono scritti per essere eseguiti nello spazio utente in modo da migliorare la sicurezza del sistema. Il fallimento di un driver eseguito nello spazio utente non è in grado di bloccare il kernel.

### Protezione delle risorse condivise
Per consentire un funzionamento sicuro su macchine multiprocessore l'accesso alle risorse condivise (file, strutture dati, ecc) sono serializzati in modo da impedire ai processi di modificare la stessa risorsa nello stesso tempo. Le operazioni atomiche, spinlock, sezioni critiche, sistemi a mutua esclusione e gestione serializzata sono i possibili metodi per impedire accessi pericolosi a strutture condivise. Come Linux e FreeBSD Darwin implementa sistemi a mutua esclusione (mutex) a grana fine per ottenere elevate prestazioni nei sistemi multiprocessore.

### Processori supportati
Attualmente Darwin può utilizzare computer basati su processori X86 (Intel o AMD) o PowerPC in configurazione a singolo processore o multiprocessore. Inoltre supporta l'architettura ARM64 (sia lato mobile che desktop).

## Sviluppo e distribuzione

### Controllo qualità
Come molti sistemi operativi moderni Darwin utilizza un debugger integrato nel kernel per aiutare gli sviluppatori ad individuare gli errori nel codice.

### Licenza
Nel giugno 2003 Apple distribuì Darwin 7.0 sotto licenza Apple Public Source License, versione 2.0 del 6 agosto 2003, considerata dalla FSF una licenza di software libero non compatibile con la GNU GPL, sconsigliata se si sta scrivendo un nuovo programma ma non sconsiglia l'utilizzo di programmi sotto questa licenza.

### Distribuzioni
- Apple Darwin, distribuito come core di macOS ad uso degli sviluppatori
- OpenDarwin, distribuito come sistema operativo completo "a sé stante" (non più in sviluppo)
- Puredarwin, distribuito come sistema operativo open source, il progetto vuole creare una sua versione "completa e usabile"
- Gnu/Darwin, distribuito per unificare il sistema operativo GNU con il kernel Darwin

### Voci correlate

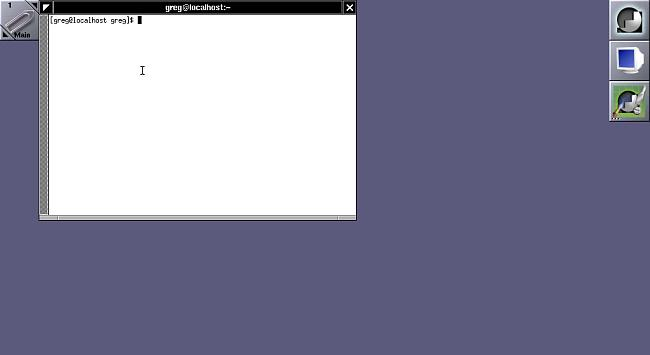
Window Maker su XDarwin

### Versione
La tabella sottostante mostra la data delle varie versioni di Darwin e la relativa versione di macOS e iOS:
| Data              | Versione Darwin | Versione macOS                                               | Versione iOS |
| ----------------- | --------------- | ------------------------------------------------------------ | ------------ |
| 5 aprile 2000     | Darwin 1.0      |                                                              |              |
| 13 aprile 2000    | Darwin 1.0.2    |                                                              |              |
| 13 aprile 2001    | Darwin 1.3.1    | Mac OS X Cheetah to 10.0.4                                   |              |
| 2 ottobre 2001    | Darwin 1.4.1    | Mac OS X Puma                                                |              |
|                   | Darwin 5.1      | Mac OS X 10.1.1                                              |              |
|                   | Darwin 5.2      | Mac OS X 10.1.2                                              |              |
|                   | Darwin 5.3      | Mac OS X 10.1.3                                              |              |
|                   | Darwin 5.4      | Mac OS X 10.1.4                                              |              |
|                   | Darwin 5.5      | Mac OS X 10.1.5                                              |              |
| 23 settembre 2002 | Darwin 6.0.1.2  | Mac OS X Jaguar                                              |              |
| 28 ottobre 2002   | Darwin 6.0.2    | Mac OS X 10.2                                                |              |
|                   | Darwin 6.1      | Mac OS X 10.2.1                                              |              |
|                   | Darwin 6.2      | Mac OS X 10.2.2                                              |              |
|                   | Darwin 6.3      | Mac OS X 10.2.3                                              |              |
|                   | Darwin 6.4      | Mac OS X 10.2.4                                              |              |
|                   | Darwin 6.5      | Mac OS X 10.2.5                                              |              |
|                   | Darwin 6.6      | Mac OS X 10.2.6                                              |              |
|                   | Darwin 6.7      | Mac OS X 10.2.7                                              |              |
|                   | Darwin 6.8      | Mac OS X 10.2.8                                              |              |
| 24 ottobre 2003   | Darwin 7.0      | Mac OS X Panther                                             |              |
|                   | Darwin 7.1      | Mac OS X 10.3.1                                              |              |
|                   | Darwin 7.2      | Mac OS X 10.3.2                                              |              |
|                   | Darwin 7.3      | Mac OS X 10.3.3                                              |              |
|                   | Darwin 7.4      | Mac OS X 10.3.4                                              |              |
|                   | Darwin 7.5      | Mac OS X 10.3.5                                              |              |
|                   | Darwin 7.6      | Mac OS X 10.3.6                                              |              |
|                   | Darwin 7.7      | Mac OS X 10.3.7                                              |              |
|                   | Darwin 7.8      | Mac OS X 10.3.8                                              |              |
| 15 aprile 2005    | Darwin 7.9      | Mac OS X 10.3.9                                              |              |
| 29 aprile 2005    | Darwin 8.0      | Mac OS X Tiger                                               |              |
| 16 maggio 2005    | Darwin 8.1      | Mac OS X 10.4.1                                              |              |
| 12 giugno 2005    | Darwin 8.2      | Mac OS X 10.4.2                                              |              |
| 31 ottobre 2005   | Darwin 8.3      |                                                              |              |
| 10 gennaio 2006   | Darwin 8.4      | Mac OS X 10.4.4                                              |              |
| 14 febbraio 2006  | Darwin 8.5      | Mac OS X 10.4.5                                              |              |
| 3 aprile 2006     | Darwin 8.5      | Mac OS X 10.4.6                                              |              |
| 8 agosto 2006     | Darwin 8.6      | Mac OS X 10.4.7                                              |              |
|                   | Darwin 8.8      | Mac OS X 10.4.8                                              |              |
|                   | Darwin 8.9      | Mac OS X 10.4.9                                              |              |
| 26 ottobre 2007   | Darwin 9.0      | Mac OS X Leopard                                             | iPhone OS 1  |
| 15 novembre 2007  | Darwin 9.1      | Mac OS X 10.5.1                                              | iPhone OS 2  |
| 11 febbraio 2008  | Darwin 9.2      | Mac OS X 10.5.2                                              |              |
| 19 marzo 2008     | Darwin 9.2.2    | Aggiornamento Time Machine e AirPort v 1.0 (Mac OS X 10.5.2) |              |
| 28 maggio 2008    | Darwin 9.3      | Mac OS X 10.5.3                                              |              |
| 30 giugno 2008    | Darwin 9.4      | Mac OS X 10.5.4                                              |              |
| 15 settembre 2008 | Darwin 9.5      | Mac OS X 10.5.5                                              |              |
| 15 dicembre 2008  | Darwin 9.6      | Mac OS X 10.5.6                                              |              |
| 28 agosto 2009    | Darwin 10.0     | OS X Snow Leopard                                            | iPhone OS 3  |
| 20 luglio 2011    | Darwin 11.0     | OS X Lion                                                    | iOS 5        |
| 25 luglio 2012    | Darwin 12.0     | OS X Mountain Lion                                           | iOS 6        |
| 22 ottobre 2013   | Darwin 13.0     | OS X Mavericks                                               | iOS 7        |
| 1º novembre 2014  | Darwin 14.0     | OS X Yosemite                                                | iOS 8        |
| 16 settembre 2015 | Darwin 15.0     | OS X El Capitan                                              | iOS 9        |
| 13 giugno 2016    | Darwin 16.0     | macOS Sierra                                                 | iOS 10       |
| 25 settembre 2017 | Darwin 17.0     | macOS High Sierra                                            | iOS 11       |
| 24 settembre 2018 | Darwin 18.0     | macOS Mojave                                                 | iOS 12       |
| 17 ottobre 2019   | Darwin 19.0     | macOS Catalina                                               | iOS 13       |
| 3 settembre 2020  | Darwin 20.1     | macOS Big Sur                                                | iOS 14       |
| 7 giugno 2021     | Darwin 21.0     | macOS Monterey                                               | iOS 15       |
| 6 giugno 2022     | Darwin 22.0     | macOS Ventura                                                | iOS 16       |
| 18 settembre 2023 | Darwin 23.0     | macOS Sonoma                                                 | iOS 17       |

Si noti che le versioni saltano dalla 1.4.1 alla 5.1. Si presume che ciò sia stato fatto per continuare la numerazione del NeXTSTEP (Il NeXTSTEP arrivò fino alla versione 3.3 mentre OPENSTEP viene considerato la versione 4.0).

### Informazioni generali
- (EN) Apple Darwin Releases (contiene i sorgenti del kernel), su opensource.apple.com. URL consultato l'8 dicembre 2005 (archiviato dall'url originale il 6 luglio 2006).
- (EN) Mac OS Forge community development site, su macosforge.org.
- (EN) Hexley, the Darwin mascot, su hexley.com.
- (EN) Sito del progetto GNU-Darwin, su gnu-darwin.org. URL consultato il 27 agosto 2018 (archiviato dall'url originale il 2 gennaio 2006).

### Documentazione
- (EN) Differences between Mac OS X and BSD, su developer.apple.com.
- (EN) Darwin Reference Library, su developer.apple.com.